# راز کوچک (مجموعه تلویزیونی)
رازهای کوچک (ترکی استانبولی: Küçük Sırlar) یک مجموعه تلویزیونی ترکیه‌ای در ژانر درام است. این سریال در ابتدا در کانال دی از ژوئیه ۲۰۱۰ تا نوامبر سال ۲۰۱۰ پخش شد و پس از آن در استار تی‌وی (ترکیه) از اکتبر ۲۰۱۰ تا سپتامبر ۲۰۱۱ پخش شد. و مجموعه‌های ساخته شده جاش شوارتز و استفانی ساواگ.